# 金顶瓦韦
金顶瓦韦（学名：Lepisorus coaetaneus）为水龙骨科瓦韦属下的一个种。

## 扩展阅读
- 維基物種上的相關：金顶瓦韦